# Wzgórze Andersa
Wzgórze Andersa - sztuczne utworzone wzniesienie na osiedlu Huby we Wrocławiu o wysokości bezwzględnej 138,14 m n.p.m. Wzgórze Andersa jest jednym z kilku wysypisk gruzu ze zburzonych w czasie oblężenia Wrocławia domów, które zostało utworzone po roku 1945. Obszar Wzgórza Andersa jest ograniczony czterema ulicami - od południa Kamienną, od zachodu Ślężną, od północy ulicą Marka Petrusewicza i od wschodu Borowską, w miejscu gdzie znajduje się wzgórze przebiegała dawniej ulica Sobótkowska. Wzgórze ma kształt płaskiego kopca uformowanego z pięciu zmniejszających się ku górze warstw, najwyższy punkt znajduje się w części południowo-zachodniej.

## Historia
Zrekultywowane wysypisko zaczęto zagospodarowywać z myślą o utworzeniu na nim miejsca pamięci narodowej. Miał tu powstać Pomnik Ziem Odzyskanych na który władze wojewódzkie rozpisały konkurs. W dniu 6 maja 1985 roku, w czterdziestą rocznicę upadku Festung Breslau, przy udziale najwyższych władz państwowych z gen. Jaruzelskim na czele, dokonano uroczystego aktu wmurowania kamienia węgielnego. Aktu wmurowania osobiście dokonała Zofia Gomułkowa, gdyż wcześniej ustalono, że jej mąż Władysław Gomułka zostanie patronem wzgórza i placu otaczającego wzgórze. Od tego momentu oficjalna nazwa wzgórza brzmiała: Wzgórze Władysława Gomułki Wiesława. Budowa pomnika jednak nigdy nie doszła do skutku, a po roku 1990 rada miejska uchwaliła zmianę nazwy placu i wzgórza na Plac Generała Władysława Andersa i Wzgórze Andersa. W roku 2005 rozpoczęła się budowa aquaparku, w związku z tym usunięto część masy gruzu tworzącej Wzgórze Andersa, przewożąc je na Wzgórze Gajowe. 
17 września 2017 na szczycie wzgórza otwarto pumptrack zbudowany w ramach Wrocławskiego Budżetu Obywatelskiego.